# ملیحه تیره‌گل
ملیحه تیره‌گل (درگذشته ۲ خرداد ۱۳۹۹) شاعر، منتقد و پژوهشگر ادبی ایرانی ساکن آمریکا بود. از او تاکنون کتاب‌های متعددی منتشر شده‌است: «از خفای خود»، «کاکتوس»، «کوه جواب می‌دهد» از جملهٔ این آثارند و «مقدمه‌ای بر ادبیات فارسی در تبعید» در ۱۴ جلد با موضوع ادبیات تبعید که توسط نشر آفتاب در نروژ به چاپ رسید. وی در دوم خرداد ۱۳۹۹ بر اثر بیماری در آمریکا درگذشت.

## زندگی
ملیحه تیره‌گل تحصیلات خود را در رشته تربیت معلم به پایان رسانده بود، از سال ۱۳۶۳ در آمریکا زندگی می‌کرد.
نسیم خاکسار، نویسنده دربارهٔ مجموعه چهارده جلدی «روایتی از ادبیات فارسی در تبعید می‌گوید:
«اگر همین کتاب «مقدمه‌ای بر ادبیات فارسی در تبعید» را از ملیحه تیره گل که سال ۱۹۹۸ منتشر کرده‌است در نظر بگیریم و نه بسیاری از مقاله‌ها و نقدها و جستارهای او را در این باره، گفتن از این که ملیحه تیره گل منتقد و پژوهشگری است دقیق و هوشمند در بررسی ادبیات فارسی، سخنی است درست دربارهٔ او. کتاب ادبیات فارسی در تبعید که هیجده سال ادبیات داستانی و شعری ما را در تبعید تا آنجائی که نویسنده به آن‌ها دسترسی داشته، بررسی و معرفی می‌کند، به یمن دقت نظر و نقدهای سنجیده نویسنده، مرتبه و ارج کتابی مرجع و دائرةالمعارفی مورد اعتماد برای دوستداران شناختن ادبیات فارسی در تبعید را پیدا کرده‌است. شنیدن این خبر که ملیحه تیره گل در ادامه این کار، کتاب بزرگی را در ۱۴ جلد به پایان رسانده، مرا چون یکی از خوانندگان این نوع کارها بسیار شاد کرد. مشتاقم هرچه زودتر این کتاب منتشر شود. بر این باورم که کار بزرگ او در معرفی و ثبت ادبیات ما در تبعید کاری است ماندگار در تاریخ ادبیات ما. پایدار باد جان آگاهش»
ملیحه تیرگل با مقدمه‌ای بر ادبیات فارسی در تبعید، نگاه خواننده به هیجده سال نخستین ادبیات فارسی در تبعید را سخت غنی‌تر می‌کند؛ چشم خواننده را بیناتر. فهمِ خواننده از ادبیات فارسی در تبعید را عمق‌ها و وسعت‌ها می‌بخشد.— بهروز شیدا

## آثار
- مقدمه ای بر ادبیات فارسی در تبعید۱۳۵۷–۱۳۷۵ (۱۴ جلد)[۶][۷]
- وکوه جواب می‌دهد-مجموعهٔ مقالات دربارهٔ شعر و داستان (نقد ادبی)
- اندیشه در شعر اسماعیل خویی و خاستگاه اجتماعی آن، ملیحه تیره‌گل، ۱۳۷۲ چاپ ۱، ۱۳۷۵ چ ۲، آمریکا.
- از خفای خود (مجموعه شعر)
- کاکتوس (مجموعه شعر)